# Nikołaj Kalinin
Nikołaj Wasiljewicz Kalinin (ros. Никола́й Васи́льевич Кали́нин, ur. 10 marca 1937 we wsi Małyje Kuraszki w obwodzie gorkowskim (obecnie obwód niżnonowogrodzki), zm. 7 marca 2008 w Moskwie) – radziecki dowódca wojskowy, generał pułkownik.

## Życiorys
W 1958 skończył szkołę piechoty w Leningradzie i został dowódcą plutonu, później kompanii. W 1968 ukończył Wojskową Akademię im. Frunzego, w latach 1968–1969 dowodził batalionem, 1969–1970 był szefem sztabu pułku, a 1970–1972 dowódcą pułku. W latach 1972–1973 zastępca dowódcy 105 Gwardyjskiej Dywizji Powietrznodesantowej, 1973-1975 dowódca 7 Gwardyjskiej Dywizji Powietrznodesantowej, 1977–1979 dowódca korpusu, następnie dowódca armii, 1983–1985 I zastępca dowodzącego wojskami Karpackiego Okręgu Wojskowego. W latach 1985–1987 I zastępca głównodowodzącego wojskami Grupy Wojsk Radzieckich w Niemczech, 1986–1987 dowódca wojsk Syberyjskiego Okręgu Wojskowego, od sierpnia 1987 do stycznia 1989 dowódca Wojsk Powietrznodesantowych. Od stycznia 1989 do sierpnia 1991 dowódca wojsk Moskiewskiego Okręgu Wojskowego, następnie zwolniony do rezerwy.

## Odznaczenia
- Order Rewolucji Październikowej
- Order Czerwonego Sztandaru
- Order „Za służbę Ojczyźnie w Siłach Zbrojnych ZSRR” II klasy
- Order „Za służbę Ojczyźnie w Siłach Zbrojnych ZSRR” III klasy

i inne.